# Tord Magnuson (politiker)
Tord Alarik Magnuson, född den 25 november 1851 på Flosjötorp i Grythyttans socken i Örebro län, död den 3 mars 1929 i Sandviken, var en svensk disponent (vid Sandvikens Jernverk) och politiker.

## Biografi

### Bakgrund, uppväxt och studier
Tord Magnuson var son till bruksägaren Carl Magnuson och Carin, född Magnusson. Efter mogenhetsexamen vid Växjö högre elementarläroverk ämnade han studera till läkare vid Uppsala universitet, där han inskrevs 1871 och där han två år senare, 1873, tog en medicine filosofie examen. Därefter bytte han bana och började studera bergsvetenskap, metallurgi och hyttkonst vid Teknologiska institutet samma år. Han tog sin andra examen 1875 som hyttingenjör.

### Yrkesbana
Sedan Magnuson avslutat sina studier blev han 1875 hyttingenjör vid Åby masugn. Efter två år kom han till Sandvikens Jernverk som ritare och kemist och var sedan verksam där. Åren 1878-1884 tjänstgjorde Magnuson som chefsingenjör för tråddrageriet, de närmast efterföljande åren var han chefsingenjör för hyttor och stålverk och 1894 blev han disponentassistent.
Vid Anders Henrik Göranssons död 1910 tog Magnuson över som disponent och verkställande direktör i Sandvikens Jernverk (nuvarande Sandvik AB), och 1917 efterträdde han Wilhelm Sebart som styrelseordförande. Han avgick 1920 som disponent och koncernchef. Efter Magnusons död 1929 övertog Karl Fredrik Göransson posten som styrelseordförande.
Tord Magnuson köpte 1913 det gamla bruket i Högbo förmodligen för att rädda det från skövling (enligt hans hustru Elisabet Göransson). Familjen flyttade till bruksherrgården 1920 och han bodde där fram till sin död 1929.

### Andra uppdrag
1907-1910 representerade Magnuson Gävleborgs län i riksdagens första kammare där han deltog i lagutskottet och andra särskilda utskottet. Under åren 1887-1918 var Magnuson ledamot av Gävleborgs läns landsting och 1916-1918 dess ordförande. Mellan 1890 och 1913 var han ordförande i Högbo landskommuns kommunalfullmäktige.
Han var extra ordinarie fullmäktig i Jernkontoret åren 1918-1928, och för sina utmärkta förtjänster om den svenska järnhanteringen mottog han 1921 Jernkontorets stora guldmedalj.
Han var ledamot av patentlagstiftningskommitén 1908-1922, ordförande i Skolstyrelsen för sjätte dövstumsundervisningsdistriktet, 1908-23, ordförande i handelskammaren i Gävle från 1911, samt inspektör för Falu bergskola från 1913.

### Familj
Magnusson gifte sig 1879 med Elisabeth Maria Göransson, dotter till bruksdirektören Göran Fredrik Göransson och Catharina Elisabeth Sehlberg, samt syster till Anders Henrik Göransson. Deras son Gunnar Magnuson gick i faderns, farfaderns och morfaderns spår och ägnade sig åt bruksindustrin. Denne blev farfar till Tord Magnuson, prinsessan Christinas make.